# Mistrzostwa Rumunii w rugby union (1956)
Mistrzostwa Rumunii w rugby union 1956 – czterdzieste pierwsze mistrzostwa Rumunii w rugby union.
Mistrzem kraju po czterech latach przerwy została drużyna Dinamo. Końcowa kolejność:
1. Dinamo
2. CCA
3. CFR Grivița Roșie